# NGC 4953-2
NGC 4953-2 is een spiraalvormig sterrenstelsel in het sterrenbeeld Centaur. Het hemelobject werd op 26 juni 1834 ontdekt door de Britse astronoom John Herschel.

## Synoniemen
- ESO 382-8A
- MCG -6-29-9
- VV 671
- AM 1303-371
- PGC 45343